# Даниловское благочиние (Московская епархия)
Даниловское благочиние (Даниловский благочиннический округ) — благочиние Московской епархии Русской православной церкви, объединяющее храмы и приходы в районах Бирюлево Восточное, Братеево, Даниловский, Зябликово, Москворечье-Сабурово, Нагатинский Затон, Орехово-Борисово Северное и Орехово-Борисово Южное Южного административного округа Москвы.
Благочинный округа — протоиерей Олег Воробьев, настоятель храма Троицы Живоначальной в Орехове-Борисове.
В 2010 году по благословению патриарха приходские храмы Даниловского благочиния предписано окормлять также Арсению (Епифанову), митрополиту Истринскому, викарию Московской епархии. В 2019―2023 гг. Южным викариатством, в состав которого входит Даниловское благочиние, управлял епископ Фома (Демчук), с 2023 года ― митрополит Феогност (Гузиков).
В мае 2012 года из состава Даниловского было выделено Донское благочиние, в которое вошли приходы в районах Бирюлево Западное, Донской, Нагатино-Садовники, Нагорный, Чертаново Северное, Чертаново Центральное, Чертаново Южное и Царицыно.

## Храмы благочиния

### Действующие
| Название                                                                                     | Период строительства                                       | Краткое описание | Адрес                                       | Изображение |
| -------------------------------------------------------------------------------------------- | ---------------------------------------------------------- | --- | ------------------------------------------- | ----------- |
| Храм Рождества Пресвятой Богородицы в Старом Симонове                                        | 1509—1510                                                  | Каменный бесстолпный одноглавый храм. В 1785—1787 годах построены каменные трапезная и колокольня. В 1932 году колокольня снесена, восстановлена в 2006 году. · Престолы: - Николая Чудотворца - Сергия Радонежского. Объект культурного наследия № 7710139000 · | Восточная улица, 6                          |             |
| Храм Вознесения Господня в Коломенском с храмом-звонницей великомученика Георгия Победоносца | 1528—1532                                                  | Возведен предположительно итальянским архитектором Петром Францизском Ганнибалом (по русским летописям Петром Фрязином или Петроком Малым) на правом берегу Москвы-реки на средства великого князя Московского Василия III. Является шедевром мировой архитектуры, первым каменным шатровым храмом в России. Объект культурного наследия № 7710007015 | Территория музея-заповедника «Коломенское». |             |
| Храм Усекновения Главы Иоанна Предтечи в Дьякове                                             | Между 1529 и 1580 годами                                   | | Территория музея-заповедника «Коломенское». |             |
| Храм Казанской иконы Божией Матери в Коломенском                                             | 1649—1653                                                  | Деревянный храм построен в 1630-х годах при царе Михаиле Фёдоровиче. В 1649—1653 годах при царе Алексее Михайловиче в честь 100-летия взятия Казани вместо деревянного было построено ныне существующее кирпичное здание на высоком подклете с шатровой колокольней. Престолы: - Святого равноапостольного Аверкия Иерапольского (южный) - Великомученика Димитрия Солунского (северный). Настоятель — протоиерей Владимир (Гонтар). | Территория музея-заповедника «Коломенское»  |             |
| Храм Тихвинской иконы Божией Матери бывшего Симонова монастыря                               | ?—1677                                                     | |                                             |             |
| Храм Троицы Живоначальной в Кожевниках                                                       | 1686—1689                                                  | | Второй Кожевнический переулок, 4/6          |             |
| Храм Троицы Живоначальной в Борисове                                                         | конец XVIII века                                           | Каменная церковь построена в конце XVIII века усилиям священника села Борисова Н.А. Смирнова; в начале XX века — фактически выстроена заново. | Борисовский проезд, 15 к. 4                 |             |
| Храм иконы Божией Матери «Живоносный Источник» в Царицыне                                    | 1722                                                       | Храм в стиле елизаветинского барокко, восьмерик на четверике, включает трапезную и колокольню. Построен по заказу князя Д. К. Кантемира. В 1939 году был закрыт, возвращён верующим в 1990 году. Престолы: - Великомученика Димитрия Солунского (северный) - Казанской иконы Божией Матери (южный). Настоятель — протоиерей Олег Корытко. Объект культурного наследия № 7710115026 | Территория музея-заповедника «Царицыно».    |             |
| Храм Воскресения Словущего в Даниловской слободе                                             | 1832—1837                                                  | Храм в стиле ампир. Закрыт в 1933 году, богослужения возобновлены в 1989 году. Престолы: - Воскресения Словущего (главный) - Апостолов Петра и Павла - Пророка Илии - Иоанна Златоуста - Николая Чудотворца. Настоятель — протоиерей Геннадий Бороздин. | Большой Староданиловский переулок, 3        |             |
| Храм-часовня Живоначальной Троицы в Братееве                                                 | 1996—1999                                                  | |                                             |             |
| Храм Троицы Живоначальной в Орехове-Борисове                                                 | 2001—2004                                                  | Храм в византийском стиле, представляет собой однокупольное крестообразное здание с четырьмя приделами. Высота (с крестом) — 70 м; вместимость — до 4 тыс. человек. В цокольном этаже храма имеется баптистерий для крещения взрослых через полное погружение. В состав комплекса входят дом причта, воскресная школа, звонница и часовня во имя святого благоверного князя Александра Невского. Комплекс построен при поддержке Балтийской строительной компании. Престолы: Имеет статус Патриаршего подворья. | Каширское шоссе, 61а                        |             |
| Храм-часовня иконы Божией Матери «Троеручица» в Орехове-Борисове                             | 2002—2004                                                  | |                                             |             |
| Храм Покрова Пресвятой Богородицы в Орехове                                                  | 2009—2010                                                  | |                                             |             |
| Храм Святителя Николая в Сабурове                                                            | 1595—1998                                                  | Церковь Николая Чудотворца в селе Сабурово Московского уезда была построена в 1595 году (по другим сведениям, в 1592-м). Она была деревянная, с 1710 года — каменная. Это был небольшой куб с простым сомкнутым сводом, одноглавый. В 1861 году здание церкви было разрушено, и до 1865 года построено вновь с расширенной трапезной, двумя приделами и колокольней. Церковь была кирпичная; фундамент, цоколь и карниз из белого камня. Колокольня трёхъярусная, шесть медных колоколов; две маленькие вызолоченные главы с крестами. В 1939 году храм лишился обеих глав и половины колокольни, а в 1990-х годах был полностью разрушен южный придел церкви. С 1991 года в церкви Святителя Николая в Сабурове возобновлены богослужения, в 1994 году восстановлен утраченный придел пророка Илии, а в 1998 году — колокольня. Престолы: - святителя Николая, - пророка Илии, - Иверской иконы Божией Матери. | Каширское шоссе, 59 к. 4                    |             |
| Флаг ЮНЕСКО                                                                                  | Всемирное наследие ЮНЕСКО, объект № 634 рус. • англ. • фр. | |                                             |             |

### Строящиеся
| Название                                                     | Начало строительства | Краткое описание | Изображение | Адрес |
| ------------------------------------------------------------ | -------------------- | --- | ----------- | --- |
| Храм пророка Даниила на Кантемировской                       |                      | В 2005 году был выделен участок земли под строительство каменного храма в честь пророка Даниила на 2 000 прихожан и комплекса зданий миссионерского центра. В настоящее время на месте строительства находится временная действующая деревянная церковь — храм апостола Фомы на Кантемировской. |             | Район Москворечье-Сабурово, у пересечения Пролетарского проспекта и Проектируемого проезда, напротив адреса: улица Москворечье, 4 к. 6 |
| Храм святителя Спиридона Тримифунтского в Нагатинском Затоне | 2011                 | Каменный храм, строится в рамках программы «200 храмов Москвы» фонда «Поддержки строительства храмов города Москвы». Настоятель — иерей Михаил Шманов. |             | Район Нагатинский Затон, Судостроительная улица, влад. 48.                                                                             |
| Храм Входа Господня в Иерусалим                              | 2011                 | Пятикупольный храм высотой 41.50 м. Прямоугольное одноапсидное здание с четырьмя внутренними колоннами. В подвальной части: ризница, подсобные помещения для церковной утвари. На первом этаже: алтарь с пономарской и лестницей в ризницу, средняя часть храма с северным и южным приделами, притвор со свечной лавкой, входной тамбур и лестница на клирос, расположенный на антресольном этаже. В двух западных барабанах размещены звонницы. Планируется строительство дома причта — двухэтажного здания с подвалом, на первом и втором этажах которого расположены административные помещения, трапезная, учебные классы, помещения для отдыха, крестильня. Со стороны главного фасада пристроена звонница. Храм рассчитан на 200 прихожан. Настоятель — иерей Михаил Потокин. |             | Район Бирюлёво Восточное, пересечение улицы Михневская и Михневского проезда.                                                          |

В рамках программы «200 храмов Москвы» планируется также строительство следующих модульных храмов:
- Церковь иконы Божией Матери «Троеручица» — Каширское шоссе, 63 к. 2.
- Храм Покрова Пресвятой Богородицы — пересечение Тамбовской улицы и Ясеневой улицы.
- Церковь Рождества Христова — Элеваторная улица, вл. 1.
- Храм Усекновения Главы Иоанна Предтечи в Братееве — Братеево, мкр. 2А-3А, Ключевая улица, вл. 18А.